# Dlouhé horké léto
Dlouhé horké léto (v anglickém originále The Long, Hot Summer) je americký dramatický film z roku 1958 s Paulem Newmanem, Joanne Woodwardovou, Anthonym Franciosou a Orsonem Wellesem v hlavních rolích. Režíroval jej Martin Ritt, scénář napsali Irving Ravetch a Harriet Frank Jr. a částečně vychází ze tří děl Williama Faulknera: novely Splašené koně z roku 1931, povídky „Barn Burning“ z roku 1939 a románu Hamlet z roku 1940. Název je převzat z Hamleta, protože jeho třetí část se jmenuje „Dlouhé léto“. Některé postavy, stejně jako tón, byly inspirovány hrou Tennesseeho Williamse Kočka na rozpálené plechové střeše z roku 1955, jejíž filmová adaptace, rovněž s Newmanem v hlavní roli, byla uvedena o pět měsíců později.
Děj sleduje konflikty rodiny Varnerových poté, co do jejich malého městečka v Mississippi přijede ambiciózní tulák Ben Quick (Newman). Patriarcha Will Varner (Welles) má pochybnosti o svém synovi Jodym (Franciosa) a vidí v Benovi lepší volbu, aby zdědil jeho postavení. Will se snaží dotlačit Bena a jeho dceru Claru (Woodward) ke sňatku.
Film se natáčel v Clintonu v Louisianě a herecké obsazení tvořili převážně bývalí studenti Actors Studia, s nimiž se Ritt seznámil, když byl asistentem Elii Kazana. Společnost Warner Bros. zapůjčila Newmana pro hlavní roli společnosti 20th Century Fox. Produkci poznamenaly konflikty mezi Wellesem a Rittem, které přitáhly pozornost médií. Hudbu k filmu složil Alex North a titulní píseň „The Long Hot Summer“, kterou napsali North a Sammy Cahn, nazpíval Jimmie Rodgers.
Film byl dobře přijat kritikou, ale v pokladnách kin nezaznamenal výrazné výsledky. Úspěch u kritiků oživil Rittovu kariéru poté, co byl po většinu 50. let na černé listině. Newman získal na filmovém festivalu v Cannes cenu pro nejlepšího herce.

## Děj
Ben Quick je souzen za žhářství, ale pro nedostatek důkazů je pouze vykázán z města. Stopne si auto do Frenchman’s Bend v Mississippi, kde ho svezou Clara Varner a její švagrová Eula. Clarův otec Will Varner je nejmocnějším mužem ve městě.
Willův syn Jody přijme Bena jako podílníka na opuštěné farmě. Když se Will vrátí z nemocnice, zuří, že Jody zaměstnal notorického žháře, ale brzy začne v Benovi vidět mladší verzi sebe sama – ambiciózního a bezohledného, na rozdíl od Jodyho. Will chce, aby Clara konečně uzavřela sňatek, protože její letitý nápadník Alan Stewart je slaboch závislý na matce. Will proto spřádá plán, jak dát Claru a Bena dohromady, a nabízí Benovi bohatství, pokud si ji vezme. Jeho milenka Minnie chce svatbu, ale Will odolává.
Jody se cítí stále více ohrožen a jeho manželství se hroutí. Ben mezitím prodá Willovi bezcenné divoké koně a dostane místo v jeho obchodě, čímž se ještě více přiblíží rodině. Zoufalý Jody vytáhne na Bena zbraň, ale Ben ho přesvědčí historkou o pokladu mincí z občanské války. Jody je nadšený, když mince najde, a koupí od Bena pozemek. Když Will zjistí, že mince jsou ražené v roce 1910, Jody se zhroutí.
Ben naléhá na Claru, aby se mu otevřela. Když se Clara konečně zeptá Alana na jeho úmysly, zjistí, že ji jen považuje za přítelkyni. Will si mylně vyloží její slova a gratuluje Alanově rodině k zásnubám, což ho po odhalení pravdy rozzuří.
Zlomený Jody se pokusí zapálit rodinnou stodolu i s Willem uvnitř, ale nakonec ho pustí a získá si jeho respekt. Měšťané se chystají lynčovat Bena, ale Clara ho zachrání a odveze zpět. Will přesvědčí dav, že požár byl jeho vlastní vinou.
Ben se přizná Claře, že jeho otec byl skutečný žhář, což mu přineslo neustálá falešná obvinění. Chce odejít, ale Clara mu dá najevo, že ho miluje. Will je spokojený se svým úspěchem a prohlásí, že možná bude žít věčně.